# Billie Piper
Billie Paul Piper (nascuda com Lianne Paul Piper el 22 de setembre de 1982, a Swindon, Wiltshire, Anglaterra) és una actriu i cantant anglesa. Va començar la seva carrera artística com a cantant de música pop en la seva adolescència, centrant-se posteriorment en la seva faceta d'actriu. El paper que li va donar fama va ser el de Rose Tyler a la nova versió de la mítica sèrie televisiva de la BBC Doctor Who.

## Filmografia

### Televisió
- Music Chronicles (1999)
- The Canterbury Tales (BBC One, 2003) - 1 capítol
- Bella and the Boys (BBC Two, 2004) - TV movie
- Doctor Who (BBC One, 2005-2006, 2008, 2009-2010,[2] 2013)
- ShakespeaRe-Told (BBC One, novembre-2005) - 1 capítol
- Masterpiece Theatre: The Ruby in the Smoke (BBC One, 2006) - TV movie
- Mansfield Park (ITV, 2007) - TV movie
- Masterpiece Theatre: The Shadow in the North (BBC One, 2007) - TV movie
- Secret Diary of a Call Girl (ITV2, 2007-2011)
- A Passionate Woman (BBC, 2010) - Minisèrie

### Cinema
- Evita (1996) - Sense acreditar
- The Leading Man (1996) - Sense acreditar
- The Calcium Kid (2004)
- Coses per fer abans dels 30 (Things to Do Before You're 30) (2005)
- Spirit Trap (2005)
- The Shadow of the North (2007)